# Я люблю Люсі
«Я люблю Люсі» (англ. I Love Lucy) — американський комедійний телесеріал 1951–1957 років.

## Сюжет
Дружина співака і актора, Люсі, теж мріє опинитися на сцені, але її чоловік всіляко опирається цьому, вважаючи її неталановитою. Для нього вона домогосподарка: любляча дружина і мати. У відповідь на це Люсі демонструє свій талант вдома, влаштовуючи неймовірні комічні сцени.

## У ролях

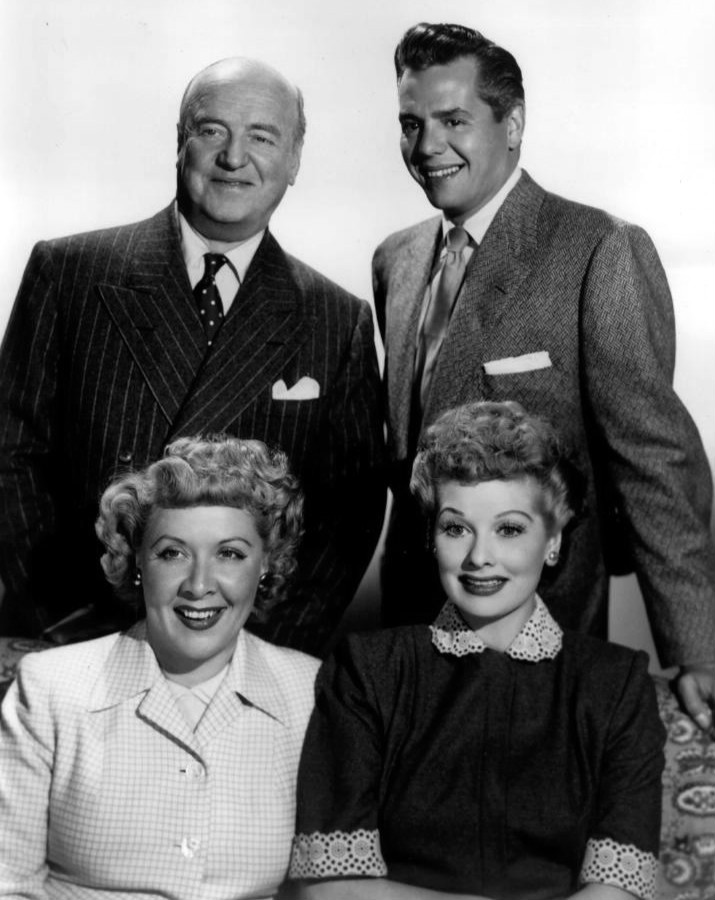

- Люсіль Болл — Люсі Рікардо (уроджена Люсілль Есмеральда МакГіллікаді), домогосподарка
- Дезі Арназ — Ріккі Рікардо , чоловік Люсі
- Вільям Фролі — Фред Мерц, їхній сусід, друг Ріккі
- Вівіан Венс — Етель Мерц, дружина Фреда, подруга Люсі
- Кейт Тібодо — Ріккі Рікардо-молодший, син Ріккі і Люсі
- Елізабет Паттерсон —  місис Матильда Трамбулл
- Джанет Волдо —  Пеггі , юна прихильниця Ріккі Рікардо
- Джорджія Голт — модель Жака Марселя